# Oldenlandia consanguinea
Oldenlandia consanguinea är en måreväxtart som först beskrevs av Henry Fletcher Hance, och fick sitt nu gällande namn av Carl Ernst Otto Kuntze. Oldenlandia consanguinea ingår i släktet Oldenlandia och familjen måreväxter. Inga underarter finns listade i Catalogue of Life.